# Kim Juhl Christensen
Kim Juhl Christensen (født 1. april 1984 i Mariager) er en dansk atlet. Han deltog i OL 2012 i London, hvor han med et bedste stød på 19,13 m blev nummer 28 blandt de 40 deltagere.

## Karriere
Juhl Christensen er opvokset i Sæby i Nordjylland, hvor han startede med at dyrke atletik i Sæby IK-80. Har gik på atletiklinien på Sønderjyllands Idræts og Naturefterskole i Løgumkloster. For at udvikle sig flyttede han som 18-årig til Aarhus og gik med i Aarhus 1900. Efter to år skiftede han til københavnerklubben Sparta Atletik. Han deltog ved EM i Barcelona 2010 og i EM indendørs 2011, hvor han med 19,16 nåede en 15. plads.
Han brød de 20 meter for første gang 12. marts 2011 i Växjö. Først først med 20,04 og derefter 20,39.
Juhl Christensen deltog i VM i Daegu, hvor han med med 19.74 placerede sig på en samlet 17. plads ud af 27 startende.
Juhl Christensen trænes af Jan Anders Sørensen og islændingen Vésteinn Hafsteinsson.
Juhl Christensen er en af deltagerne i DR's Store Nørds OL-optakt.

## Internationale mesterskaber
- 2011 EM-inde Kuglestød 15.plads 19.16
- 2010 EM Kuglestød
- 2009 EM-inde Kuglestød 10.plads 19.55
- 2008 VM-inde Kuglestød 18.plads 18,26
- 2007 EM-inde Kuglestød 20.plads 17,36

### Internationale ungdomsmesterskaber
- 2006 U23-NM Kuglestød  Guld 17,60
- 2005 U23-EM Kuglestød 17.plads 15,63
- 2003 U20-NM Kuglestød  Bronze 17,09
- 2001 Ungdoms-OL 100 meter 17.plads 11,75
- 2001 Ungdoms-OL Kuglestød inde uden resultat

## Danske mesterskaber
- Sølv 2009 Kuglestød 17,48
- Guld 2008 Kuglestød -inde 19,02
- Bronze 2007 Kuglestød 18,59
- Guld 2007 Kuglestød -inde 18,77
- Guld 2006 Kuglestød 17,73
- Sølv 2006 Kuglestød -inde 18,00
- Bronze 2005 Kuglestød 17,20
- Bronze 2005 Kuglestød -inde 16,23
- Sølv 2004 Kuglestød -inde 16,71

## Personlige rekord
- Kuglestød: 19,87 Växjö, Sverige 30. juni 2011
- Kuglestød-inde: 20,39 Växjö, Sverige 12. marts 2011
- Diskoskast : 48,82 NRGi Arena, Aarhus 14. juni 2009